# Georges Friedmann
Pour les articles homonymes, voir Friedmann.
Georges Friedmann, né le 13 mai 1902 à Paris et mort le 15 novembre 1977 dans la même ville, est un sociologue et philosophe français.
Il fonde, après la Seconde Guerre mondiale, une sociologie du travail humaniste. Après des études en chimie industrielle, il entre à l'École normale supérieure de la rue d'Ulm en 1923. Il est pendant la guerre un intellectuel marxiste, proche du Parti communiste français. Il consacre la plus grande partie de ses travaux à l'étude des relations de l'homme avec la machine dans les sociétés industrielles de la première moitié du XXe siècle.

## Biographie

### Jeunesse et études
Georges Friedmann est le dernier enfant d'Adolphe Friedmann (1857–1922), homme d'affaires berlinois, et d'Elisabeth Nathan (1871–1940). Il naît à Paris où ses parents se sont installés, après s'être mariés en 1882 à Berlin. Ce n'est qu'en 1903 que ceux-ci acquièrent la nationalité française. Il est le frère notamment de Marcelle Dujarric de la Rivière, figure de la haute bourgeoisie française qui tint salon depuis 1930 et jusque dans les années 1970 dans son hôtel particulier à Boulogne-Billancourt. 
Brillant élève, Georges Friedmann prépare l'ENS à la khâgne du lycée Henri-IV. Une fois admis à l'École normale supérieure de la rue d'Ulm, Friedmann se passionne pour la philosophie et édite la revue Philosophies (plus tard L'Esprit), dont l'orientation principale est de rompre avec la philosophie d'Henri Bergson.

### Parcours professionnel
Après la Première Guerre mondiale, il s'engage en faveur de la réconciliation européenne, en particulier franco-allemande. Il commence à écrire pour les revues Monde, Clarté, Europe, et pour le quotidien L'Humanité. Il commence à s'intéresser aux aspects psycho-sociologiques du monde du travail industrialisé. Il accomplit lui-même un apprentissage de mécanicien et milite infatigablement dans les comités antifascistes et pacifistes.
À la tête du Centre d’études sociologiques du CNRS, il devient un grand organisateur et initiateur de recherches. Il enseigne à l'Institut d'études politiques de Paris.

## Prises de positions
De nombreux voyages, notamment à Berlin et Moscou, lui font découvrir presque toute l'Europe. Il sympathise avec la jeune Union soviétique. Avec la montée du fascisme dans les années 1930, Friedmann, comme certains intellectuels de cette époque, s’interroge sur l’expérience soviétique. Il apprend le russe à l'Institut des langues orientales. Entre 1932 et 1936, il effectue trois séjours en URSS. Ils lui inspirent deux ouvrages, dans lesquels il exprime son soutien critique à l’égard du régime de Moscou, notamment La Crise du progrès (1936), ouvrage dans lequel il tente de montrer que le marxisme donne un sens plus humain et un nouveau départ au progrès technique. Dans De la Sainte Russie à l'U.R.S.S. (1938), il adopte cependant un point de vue beaucoup plus critique, fustigeant notamment le culte de la personnalité stalinien et les procès de Moscou, qu'il a suivis en direct en 1936, les interprétant cependant comme des reliques de l'époque tsariste. À la suite de la publication de cet ouvrage, il est exclu de toutes les organisations pacifistes et communistes placées sous l'influence du Parti communiste français.
La déclaration de guerre et la signature du Pacte germano-soviétique l’amènent à s’engager dans la Résistance, aux côtés de Jean Cassou et Pierre Bertaux, dans un petit groupe de la région de Toulouse. Il se révèle alors un homme d’action. D'après Friedmann dans son dernier ouvrage, il échappa à la Gestapo en 1943 et fut caché par un jeune couple d'instituteurs dans leur école dans un village de Dordogne. Il traduit son expérience dans son Journal de guerre, publié par Gallimard en 1987, dix ans après sa mort.
L’après Seconde Guerre mondiale le compte parmi les compagnons de route et sympathisants de l’URSS. Il contribue, avec d’autres compagnons, comme Vercors, Jean Cassou, André Chamson, à la rédaction de l’ouvrage L’Heure du choix, écrit en 1946 et publié en 1947. Celui-ci peut être brièvement résumé par la phrase « L’URSS est un exemple mais pas un modèle. » En 1950, de violentes attaques du Parti communiste contre son ami Jean Cassou l'amènent à rompre avec le communisme, sans cependant renoncer à l'espoir d'un socialisme démocratique et à visage humain.
En 1953, il intègre le conseil culturel du cercle culturel de Royaumont.

## Apports

### Penseur de la technique
Ses travaux et ses ouvrages comme Le Travail en miettes (1956) l’ont souvent réduit à être présenté comme un sociologue du travail. Il est vrai que, dès 1931, il abordait les problèmes posés par le travail et les techniques. En 1946, sa thèse, « Problèmes du machinisme industriel », introduit en France la nouvelle sociologie du travail. À cette époque, il est déjà reconnu par ses pairs américains, et lui-même fait connaître dans son pays les travaux des sociologues d’outre–Atlantique. Mais le parcours de Friedmann et ses travaux dépassent cette unique identité de sociologue du travail. Au début des années 1960, il explore un autre champ de la culture technique : les communications et la culture de masse. 

### Sociologie et métaphysique
Georges Friedmann a toujours veillé à maintenir les liens entre la sociologie et la philosophie métaphysique occidentale. Grand lecteur de Leibniz et de Spinoza, il livre ses réflexions d’ordre moral et philosophique sur l’avenir de la civilisation technicienne dans La Puissance et la Sagesse, publié en 1970.

## Publications
- Votre tour viendra, Paris, Gallimard, 1930
- Ville qui n'a pas de fin !..., Paris, Gallimard, coll. « Une Œuvre, un Portrait », 1931
- L'Adieu, Paris, Gallimard, 1932
- Problèmes du machinisme en URSS et dans les pays capitalistes, Paris, Editions Sociales Internationales, 1934
- La Crise du progrès : Esquisse d'une histoire des idées (1895-1935), Paris, Gallimard, coll. « Problèmes et documents », 1936
- De la sainte Russie à l'U.R.S.S., Paris, Gallimard, coll. « Problèmes et documents », 1938
- Leibniz et Spinoza, Paris, Gallimard, 1946, réédition : Paris, Gallimard, collection Idées, 1975
- Problèmes humains du machinisme industriel, Paris, Gallimard, 1946
- Où va le travail humain ?, Paris, Gallimard, 1951, nouvelle éditions 1960, réédition : Paris, Gallimard, collection Idées, 1967
- Le Travail en miettes : Spécialisation et loisirs, Paris, Gallimard, 1956, réédition, Paris, Gallimard, collection Idées, 1964
- Problèmes d'Amérique latine, Paris, Gallimard, 1959
- Problèmes d'Amérique latine II, Signal d'une autre voie ? Paris, Gallimard, 1961
- Fin du peuple juif ?, Paris, Gallimard, collection « Idées », 1965
- Sept études sur l'homme et la technique. Le pourquoi et le pour quoi de notre civilisation technicienne, Paris, Gonthier, 1966
- La Puissance et la Sagesse, Paris, Gallimard, 1971, réédition : Paris, Gallimard, collection TEL, 1977
- Journal de Guerre (1939-1940), Paris, Gallimard, 1987
- Ces Merveilleux Instruments. Essais sur la communication de masse, Paris, Denoël-Gonthier, 1988